# Christelle Daunay
Christelle Daunay (ur. 5 grudnia 1974 w Le Mans) – francuska lekkoatletka, specjalistka od biegów ulicznych oraz długich dystansów.
W 2006 porzuciła pracę fizjoterapeutki, aby przygotować się do igrzysk w Pekinie.

## Osiągnięcia
- mistrzostwo Europy w maratonie -2014
- Maraton paryski – 3. w 2007 i 2009, 2. w 2010.
- Maraton Nowojorski – 3. w 2009.
- mistrzostwo Francji w biegu na 5000 m – 2003, 2004.
- mistrzostwo Francji w półmaratonie – 2004.
- mistrzostwo Francji w biegu na 10 000 m – 2006, 2008, 2009.
- mistrzostwo Francji w biegu przełajowym – 2007, 2009.

W 2008 reprezentowała Francję podczas igrzysk olimpijskich w Pekinie, gdzie zajęła 20. miejsce w maratonie.

## Rekordy życiowe
- bieg na 3000 metrów – 9:02,16 (2011)
- bieg na 5000 metrów – 15:24,28 (2010)
- bieg na 10 000 metrów – 31:35,81 (Bilbao, 2012) – rekord Francji
- bieg maratoński – 2:24:22 (Paryż, 2010) – rekord Francji
- półmaraton – 1:08:34 (Reims, 2010) – rekord Francji